# Flevoland

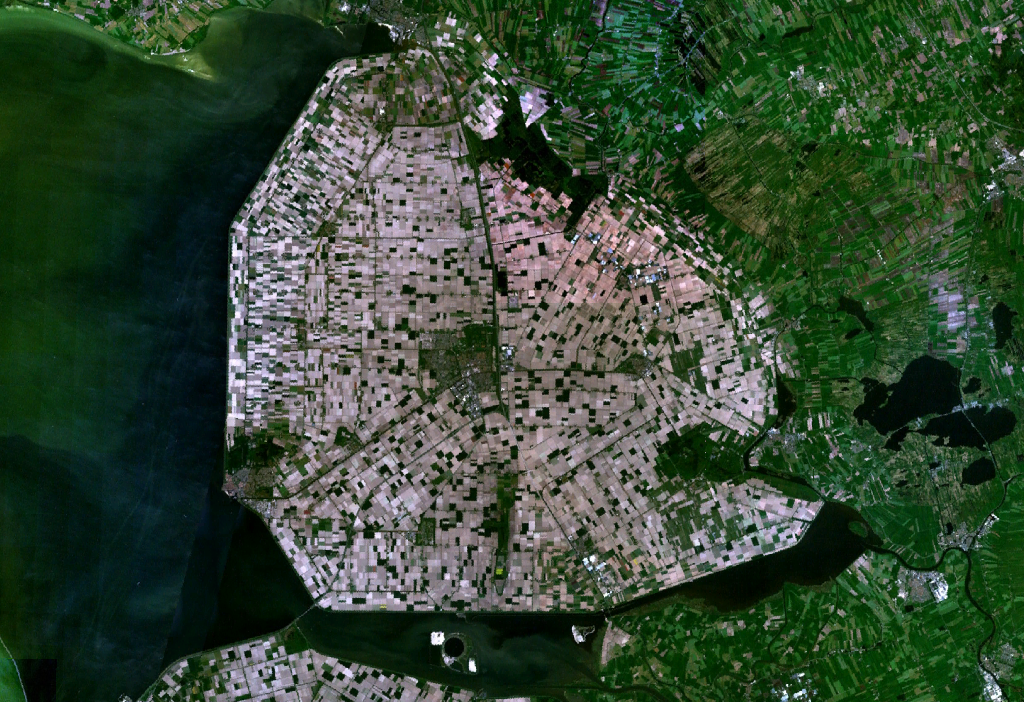
Satellietfoto van de Noordoostpolder

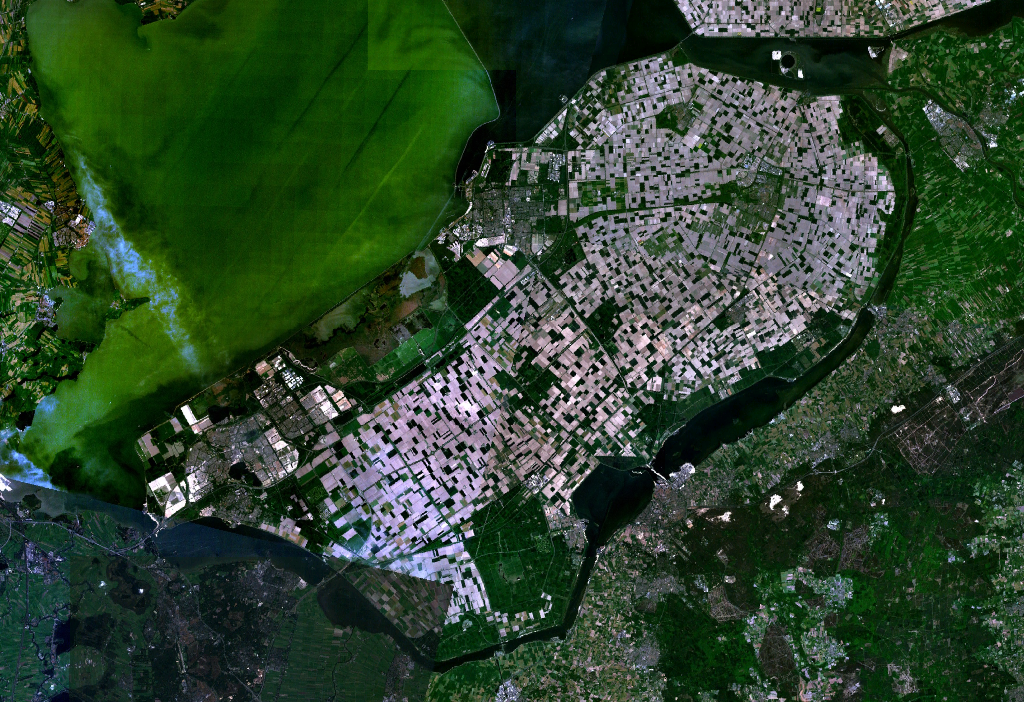
Zuidelijk en Oostelijk Flevoland

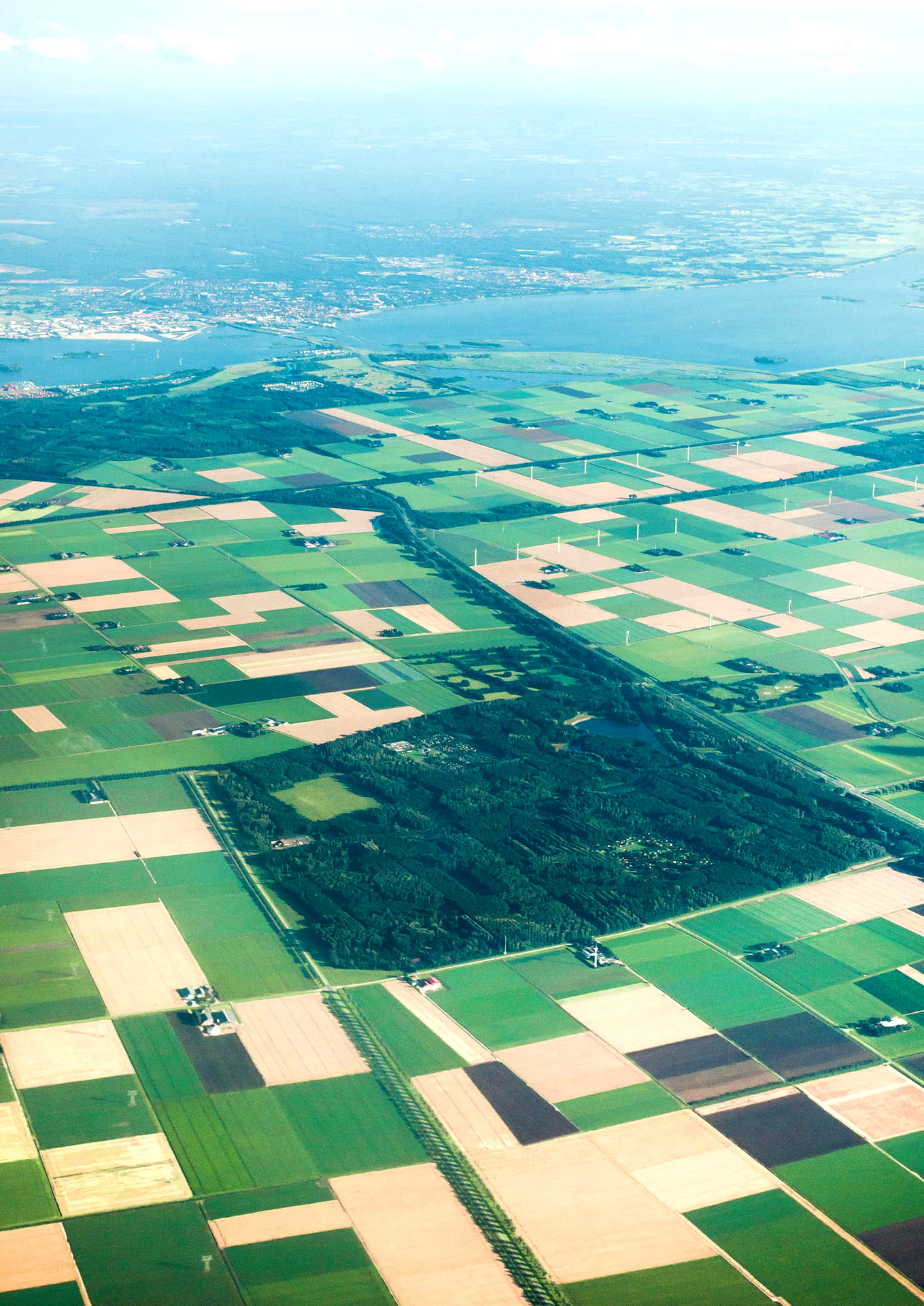
Luchtfoto van het Larserbos met in de verte het Veluwemeer en Harderwijk

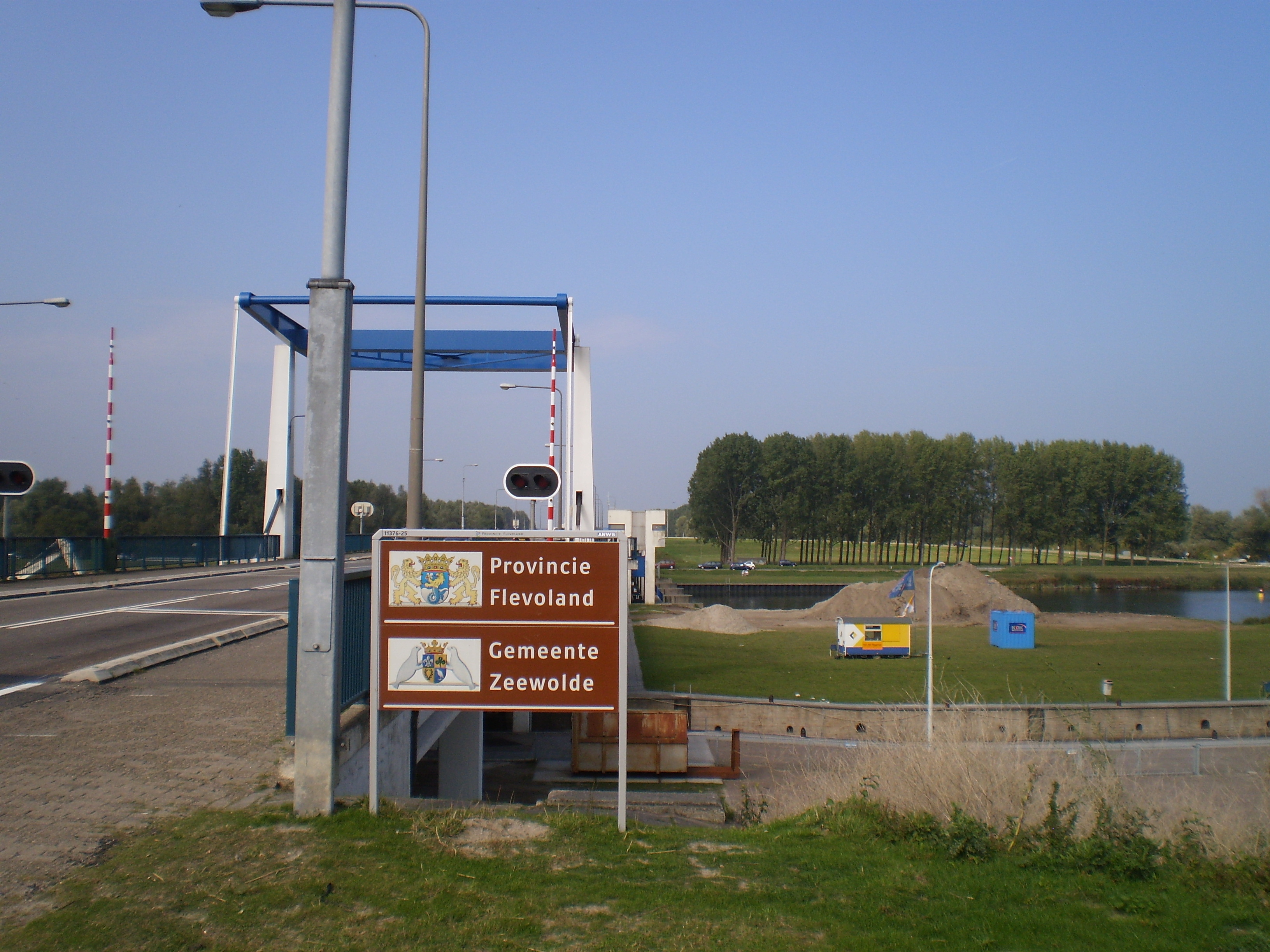
Binnenkomst Flevoland (grens met Gelderland)

Flevoland (uitspraakⓘ) is een provincie in de noordelijke helft van Nederland, grenzend aan het midden. Het gebied is door inpoldering gewonnen op de oostelijke helft van de voormalige Zuiderzee. Het is de jongste en qua landoppervlakte de kleinste van de twaalf provincies. Op 1 januari 1986 werd Flevoland officieel de nieuwste provincie van Nederland.
Flevoland is nagenoeg geheel door mensenhand geschapen. Het bestaat uit de Noordoostpolder en de Flevopolder, beide ontstaan door drooglegging van delen van de voormalige Zuiderzee, met daarbinnen de voormalige eilanden Urk en Schokland. Flevoland wordt in het uiterste noorden begrensd door Friesland, in het noordoosten door Overijssel en in het noordwesten door het Markermeer en het IJsselmeer. In het zuidoosten grenst de provincie aan Gelderland, in het zuidwesten aan Utrecht en Noord-Holland.
De provincie Flevoland kenmerkt zich door veel open ruimte met een rechthoekige indeling. De provincie bestaat uit twee delen: de Noordoostpolder, ingepolderd tot aan het vasteland, en de Flevopolder, het grootste kunstmatige eiland ter wereld. De Flevopolder is met bruggen (onder andere Stichtse Brug, Hollandse Brug en Ketelbrug), een spoortunnel (Drontermeertunnel) en een dijk (Houtribdijk) verbonden met het vasteland. De provincie ligt gemiddeld ongeveer 5 meter onder de zeespiegel.

## Naam
De naam Flevoland is afgeleid van het Flevomeer, ofwel Lacus Flevo, zoals dit door de Romeinse geograaf Pomponius Mela werd genoemd in zijn De Chorographia in 44 na Christus. Door het langzaam stijgen van de zeespiegel ontstond in het Zuiderzeegebied geleidelijk een aantal meren, die rond het begin van onze jaartelling aaneengesloten raakten. Pomponius schreef hierover: "De noordelijke tak van de Rijn verbreedt zich tot het meer Flevo, dat een eiland met dezelfde naam omsluit en daarna als een normale rivier naar zee vloeit". Andere bronnen spreken over Flevum, dat 'vliestroom' betekent. De namen "Flevoland" en "Vlieland" hebben dus eigenlijk dezelfde herkomst.
Tussen 790 en 1250 kreeg het Flevomeer een open verbinding met de Noordzee, vermoedelijk mede door toedoen van het afgraven van veen door boeren in West- Friesland. Hierdoor werd een aantal dorpen verzwolgen door de zee. Het merengebied nam zo in omvang toe tot het grotere water Almere, dat zich later uitbreidde tot de Zuiderzee.  De stad Almere is naar het meer vernoemd.

## Geografie
Flevoland bestaat uit drie delen: de Noordoostpolder met de gemeenten Noordoostpolder en Urk, Oostelijk Flevoland met de gemeenten Lelystad en Dronten en Zuidelijk Flevoland met de gemeenten Almere en Zeewolde. Drie grote gemalen in Oostelijk Flevoland, gemaal Colijn bij Ketelhaven, gemaal Wortman bij Lelystad-Haven en gemaal Lovink nabij Harderwijk, en één in Zuidelijk Flevoland, gemaal De Blocq van Kuffeler zorgen voor de afwatering van deze gebieden. 
Flevoland wordt van het noordoosten naar het zuidwesten doorsneden door twee lange vaarten, respectievelijk de Hoge Vaart en de Lage Vaart (op de detailkaart met rode lijnen aangegeven). De Larservaart verbindt deze beide vaarten. In het midden van Flevoland bevindt zich de Knardijk, die de polders van Oostelijk en Zuidelijk Flevoland van elkaar scheidt. Om te voorkomen dat deze beide polders tegelijk zouden overstromen, bevinden zich in de Knardijk, daar waar de dijk de Hoge Vaart en Lage Vaart kruist, twee sluiscomplexen, de Hoge Knarsluis en Lage Knarsluis. 
De Hollandse Hout is een kunstmatig bos aan de zuidzijde van Lelystad. Een tweede belangrijk natuurgebied, grenzend aan het Markermeer vormen de Oostvaardersplassen. Luchthaven Lelystad bevindt zich ten oosten van Lelystad.

## Geschiedenis

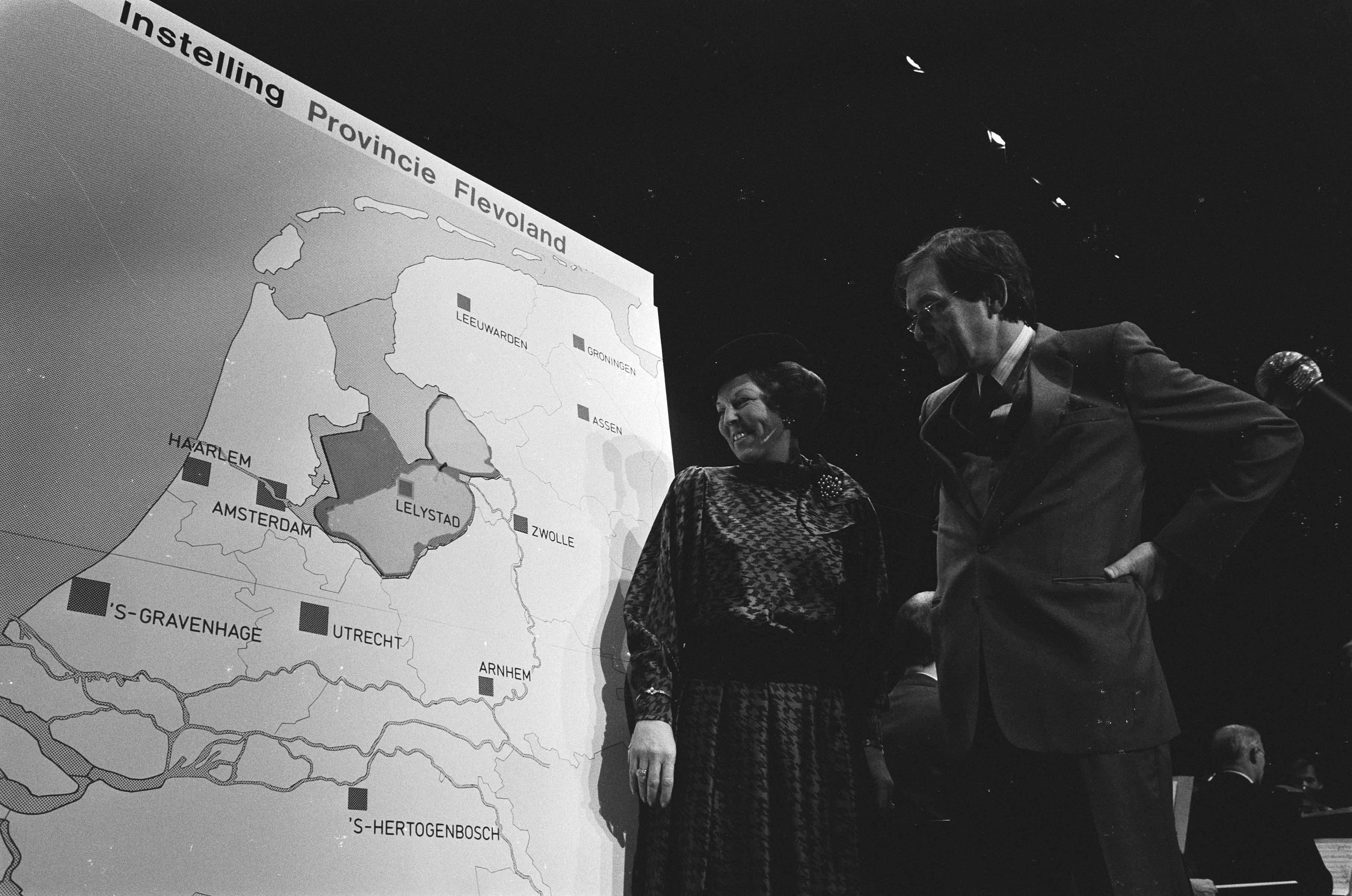
Officiële openingshandelingen bij de oprichting van de provincie Flevoland

Op 14 juni 1918 werd de Zuiderzeewet aangenomen, waarin tot de inpoldering van de Zuiderzee werd besloten. Dit werd mogelijk door een ommekeer in de publieke opinie na de watersnood van 1916. De uitvoering van het plan door de Dienst der Zuiderzeewerken (zie ook Zuiderzeewerken) gebeurde in fasen en duurde zo'n driekwart eeuw:
- De dijk naar Wieringen in Noord-Holland, dat toen nog een eiland was, kwam gereed in 1924;
- De Afsluitdijk, waarvan het laatste gat werd gedicht in 1932. De Zuiderzee werd daarmee afgesloten van de Noordzee en heette voortaan het IJsselmeer;
- Inpoldering van de Wieringermeer (1930);
- Eerste dijk ter voorbereiding van de inpoldering van de Noordoostpolder (NOP), van Urk naar Lemsterland. Urk nam daarmee in 1939 afscheid van zijn eilandstatus;
- Begin van de droogmaking van de Noordoostelijke Polder (1940);
- In 1942 valt de polder droog en delen (bestaande uit water) van Lemsterland (Friesland), Blankenham, Blokzijl, Genemuiden, Kampen en Kuinre (alle Overijssel) worden de Noordoostelijke Polder. Voor het bestuur van de polder wordt een openbaar lichaam in het leven geroepen;
- Vanaf 1942: inrichting van de polder. Uitgifte van de grond, aanleg van de eerste woonkernen. Emmeloord was de eerste woonkern en de Noordoostelijke Polder de eerste gemeente, toen nog met de hele polder aangesloten bij de provincie Overijssel;
- 1950: Het Noord-Hollandse Urk wordt Overijssels;
- 1955: Het Openbaar Lichaam Zuidelijke IJsselmeerpolders (OL ZIJP) wordt ingesteld;
- 1955: Een deel (bestaande uit water) van de Noordoostelijke Polder (Ov.) wordt het OL ZIJP;
- Droogmaking Oostelijk Flevoland (gereed in 1957);
- 1962: De Noordoostelijke Polder heet voortaan Noordoostpolder;
- 1962: Instelling van de gemeente Noordoostpolder als Overijsselse gemeente;
- Droogmaking Zuidelijk Flevoland (gereed in 1968);
- 1969: delen (bestaande uit water) van de voormalige Zuiderzeegemeenten worden deel van het OL ZIJP;
- 1972: Uit een deel van het OL ZIJP ontstaat de gemeente Dronten;
- 1980: Uit een deel van het OL ZIJP ontstaat de gemeente Lelystad;
- 1984: Uit een deel van het OL ZIJP ontstaat de gemeente Almere;
- 1984: Uit een deel van Lelystad en het OL ZIJP ontstaat Zeewolde;
- 1986: De provincie Flevoland wordt opgericht;
- 1986: De Overijsselse gemeenten Urk en Noordoostpolder horen voortaan bij Flevoland;
- 1996: Het OL ZIJP wordt opgeheven.

De instelling als provincie werd bij wet besloten op 27 juni 1985, en uitgevoerd op 1 januari 1986. Lelystad werd de hoofdstad van de nieuwe provincie, die uit zes gemeenten ging bestaan. De oudste gemeente is Urk, die tot 1950 bij Noord-Holland hoorde, maar in genoemd jaar bij Overijssel werd gevoegd. De gemeente Noordoostpolder bestaat sinds 1962 en maakte tot 1986 deel uit van Overijssel. De gemeente Dronten, die sinds 1972 bestaat, was voor 1986 niet provinciaal ingedeeld. Hetzelfde gold voor de gemeente Lelystad, die in 1980 werd ingesteld, en de gemeenten Almere en Zeewolde, die sinds 1984 bestaan. De gemeente Noordoostpolder is voortgekomen uit het Openbaar Lichaam De Noordoostelijke Polder, dat in 1942 werd opgericht en in 1962 werd opgeheven. Dronten, Lelystad, Almere en Zeewolde vormden ooit onderdeel van het Openbaar Lichaam Zuidelijke IJsselmeerpolders (OL ZIJP), dat in 1955 werd opgericht. Genoemde gemeenten zijn voortgekomen uit de Rijksdienst voor de IJsselmeerpolders (RIJP). Het grondgebied van beide openbare lichamen was niet provinciaal ingedeeld; de bewoners hadden dus geen recht op deelname aan verkiezingen van het college van Provinciale Staten.
De nieuwe polders kregen in het begin hoofdzakelijk een agrarische bestemming.  Almere vormt een agglomeratie-overloopgebied bij Amsterdam. In de jaren negentig werd Flevoland aangemerkt als arme regio in de Europese Unie en had het recht op gelden uit het Europees Sociaal Fonds. Prompt kwam de Duitse televisie opnames maken van de golfbanen en de luxe jachthavens in Flevoland. Er werd namelijk alleen gekeken naar Flevolandse inkomsten verdeeld over het aantal inwoners, terwijl veel inwoners van zuidelijk Flevoland in Amsterdam werken en daarmee geen Flevolandse inkomsten hebben.

## Bevolking

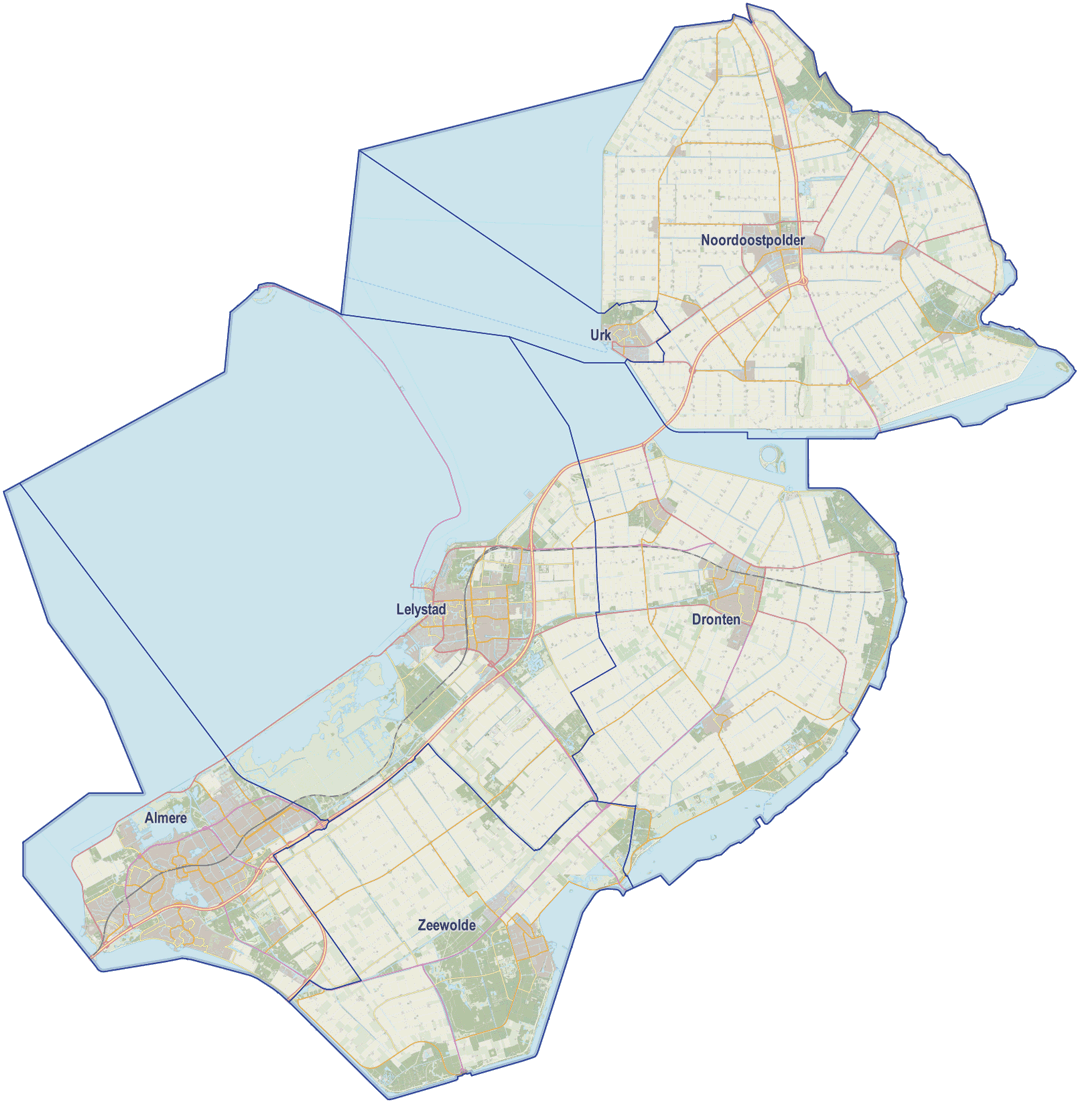
Provincie Flevoland, indeling van gemeenten per 2016

Bevolkingspiramide

Flevoland telt zes gemeenten: Lelystad, Almere, Dronten, Noordoostpolder, Urk en Zeewolde.
Het totaal aantal inwoners van Flevoland is 444.850 (eind 2022). De gemiddelde leeftijd van de bevolking is lager dan in de rest van Nederland.
De Noordoostpolder is voornamelijk bedoeld en ingericht als landbouwgebied. Oostelijk Flevoland is ingericht op 25% niet-landbouwgrond en Zuidelijk Flevoland op 50% niet-landbouwgrond. Vooral Zuidelijk Flevoland is bedoeld om de bevolkingsgroei in de dichtbevolkte Randstad op te vangen.
| Bevolkingsontwikkeling tussen 1990 en 2022 |
| ------------------------------------------ |
|                                            |
| Bron: CBS                                  |

### Taal
De verschillende demografische samenstellingen van de zes gemeenten hebben hun weerslag op de taalsituatie. Op Urk spreekt men een oud dialect; dit Urkers wordt nog steeds gesproken en valt lastig te categoriseren. In de Noordoostpolder spreekt men Nederlands met een lichte noordelijke kleuring. In de gemeenten Dronten en Zeewolde is de selectie van immigranten zo zorgvuldig afgewogen dat men er algemeen Nederlands spreekt (zie Nederlands in de IJsselmeerpolders). In Lelystad en Almere spreekt een deel van de bevolking Amsterdams.

## Gemeenten
| 1. Almere 2. Dronten 3. Lelystad 4. Noordoostpolder 5. Urk 6. Zeewolde | Gemeenten in Flevoland |

## Woonplaatsen naar inwonertal
| Nº | Naam          | Gemeente        | Inwoners 2024 | 2023    | 2022    | 2021    | 2020    | 2019    | 2018    | 2017    | 2016    | 2015    | 2014    | 2013    |
| -- | ------------- | --------------- | ------------- | ------- | ------- | ------- | ------- | ------- | ------- | ------- | ------- | ------- | ------- | ------- |
| 1  | Almere        | Almere          | 226.500       | 222.825 | 217.830 | 214.715 | 211.895 | 207.905 | 203.990 | 200.915 | 198.145 | 196.930 | 196.015 | 195.215 |
| 2  | Lelystad      | Lelystad        | 84.080        | 83.035  | 81.215  | 79.810  | 78.600  | 77.895  | 77.390  | 76.935  | 76.790  | 76.420  | 76.140  | 75.780  |
| 3  | Dronten       | Dronten         | 30.730        | 30.010  | 29.670  | 29.085  | 28.810  | 28.130  | 28.050  | 28.065  | 27.920  | 27.730  | 27.740  | 27.985  |
| 4  | Emmeloord     | Noordoostpolder | 27.355        | 26.910  | 26.470  | 26.190  | 26.090  | 26.055  | 25.845  | 25.700  | 25.640  | 25.585  | 25.610  | 25.595  |
| 5  | Zeewolde      | Zeewolde        | 23.900        | 23.690  | 23.350  | 22.880  | 22.655  | 22.310  | 22.405  | 22.455  | 22.115  | 21.895  | 21.500  | 21.260  |
| 6  | Urk           | Urk             | 21.960        | 21.830  | 21.470  | 21.225  | 21.030  | 20.775  | 20.525  | 20.220  | 19.985  | 19.705  | 19.470  | 19.225  |
| 7  | Biddinghuizen | Dronten         | 7.120         | 7.055   | 6.740   | 6.620   | 6.460   | 6.345   | 6.305   | 6.270   | 6.205   | 6.135   | 6.145   | 6.155   |
| 8  | Swifterbant   | Dronten         | 6.505         | 6.535   | 6.445   | 6.305   | 6.285   | 6.330   | 6.385   | 6.400   | 6.460   | 6.490   | 6.520   | 6.530   |
| 9  | Marknesse     | Noordoostpolder | 3.950         | 3.995   | 3.800   | 3.775   | 3.785   | 3.690   | 3.650   | 3.685   | 3.720   | 3.730   | 3.735   | 3.745   |
| 10 | Ens           | Noordoostpolder | 3.335         | 3.390   | 3.160   | 3.110   | 3.105   | 3.065   | 3.020   | 2.955   | 2.950   | 2.975   | 2.980   | 3.010   |
| 11 | Tollebeek     | Noordoostpolder | 2.515         | 2.550   | 2.495   | 2.455   | 2.460   | 2.470   | 2.460   | 2.450   | 2.415   | 2.445   | 2.390   | 2.350   |
| 12 | Luttelgeest   | Noordoostpolder | 2.460         | 2.540   | 2.200   | 2.290   | 2.260   | 2.045   | 2.125   | 2.260   | 2.340   | 2.295   | 2.215   | 2.135   |
| 13 | Nagele        | Noordoostpolder | 1.960         | 1.995   | 1.965   | 1.940   | 1.930   | 1.920   | 1.890   | 1.915   | 1.885   | 1.905   | 1.940   | 1.920   |
| 14 | Creil         | Noordoostpolder | 1.780         | 1.795   | 1.730   | 1.700   | 1.670   | 1.675   | 1.700   | 1.690   | 1.680   | 1.650   | 1.650   | 1.630   |
| 15 | Espel         | Noordoostpolder | 1.720         | 1.680   | 1.575   | 1.515   | 1.475   | 1.405   | 1.395   | 1.405   | 1.390   | 1.415   | 1.375   | 1.340   |
| 16 | Rutten        | Noordoostpolder | 1.710         | 1.715   | 1.660   | 1.655   | 1.675   | 1.670   | 1.690   | 1.680   | 1.635   | 1.665   | 1.695   | 1.710   |
| 17 | Bant          | Noordoostpolder | 1.660         | 1.600   | 1.515   | 1.495   | 1.430   | 1.415   | 1.420   | 1.370   | 1.365   | 1.370   | 1.340   | 1.340   |
| 18 | Kraggenburg   | Noordoostpolder | 1.585         | 1.555   | 1.470   | 1.450   | 1.410   | 1.435   | 1.430   | 1.420   | 1.400   | 1.425   | 1.410   | 1.425   |
| 19 | Schokland     | Noordoostpolder | 0             | 5       | 5       | 5       | 5       | 5       | 5       | 5       | 5       | 5       | 5       | 5       |

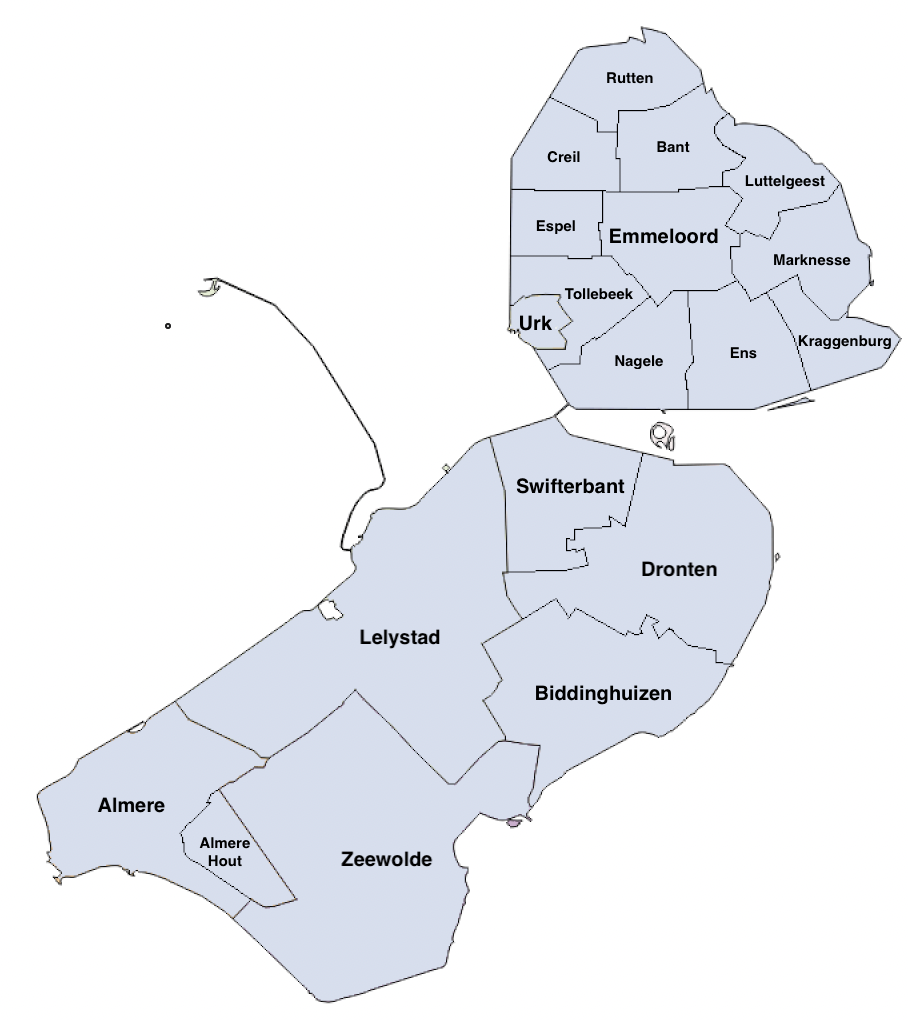
Kaart van stads- en dorps-kernen in de provincie Flevoland, inclusief buitengebied

cijfers zijn volgens allecijfers.nl op 1 januari

## Monumenten
- Lijst van rijksmonumenten in Flevoland
- Lijst van gemeentelijke monumenten in Flevoland
- Lijst van oorlogsmonumenten in Flevoland

## Natuur
Na het inpolderen ontstond een groot en rijk natuurgebied. Daarop werd er geprotesteerd tegen bebouwing van de polder.
De meeste natuurgebieden zijn in het bezit van Staatsbosbeheer. Sinds 1986 heeft Flevoland ook een eigen landschapsorganisatie: Het Flevolandschap.
Belangrijke natuurgebieden zijn:
- Oostvaardersplassen
- Lepelaarplassen
- Horsterwold

Het plan van Natuurmonumenten om een archipel van natuureilanden aan te leggen in het Markermeer, genaamd Marker Wadden, is sinds voorjaar 2016 in uitvoering. De provincie is hierbij medefinancier.

## Recreatie
Behalve steden, dorpen en polders heeft Flevoland ook een aantal bosgebieden en recreatiegebieden. Verder zijn er goede recreatiemogelijkheden op de randmeren; het Veluwemeer (oost), Eemmeer en Gooimeer (zuid) en Ketelmeer (noord) en op het IJsselmeer en het Markermeer. Bij Biddinghuizen is het attractiepark Walibi Holland te vinden.

## Verkeer en vervoer

### Wegverkeer
Door de provincie lopen twee autosnelwegen. De A6 die de Randstad met het noorden van het land verbindt en de A27 die Zuidelijk Flevoland met Utrecht en het zuiden van Nederland verbindt. Andere hoofdwegen zijn onder andere de N50, N302 en N307.

### Treinverkeer
Door de provincie loopt één spoorlijn bestaande uit 2 delen:
- De Flevolijn verbindt Amsterdam en Weesp (begin spoorlijn) met Almere en Lelystad. Deze lijn is geopend in 1987-1988. Op 14 december 2003 is de Gooiboog in gebruik genomen, waardoor reizigers vanuit Almere rechtstreeks via Hilversum naar Utrecht kunnen reizen.
- De Hanzelijn verbindt Lelystad en Dronten met Kampen en Zwolle. De aanleg is in 2006 begonnen, en de spoorlijn is in december 2012 opgeleverd en in gebruik genomen.

Verder is een verbinding van Amsterdam via Almere, Lelystad en Emmeloord naar Heerenveen en Groningen (de 'Zuiderzeelijn') bestudeerd, maar de Rijksoverheid heeft besloten deze niet aan te leggen.

### Vliegverkeer
Bij Lelystad ligt Lelystad Airport. Dit is de enige luchthaven van de provincie. De luchthaven is vooral van belang voor algemene luchtvaart en vliegscholen. De luchthaven is uitgebreid zodat er grotere vliegtuigen kunnen landen en de Luchthaven Schiphol ontlast kan worden.

### Oeververbindingen
Zuidelijk Flevoland is volledig omsloten door water en de Noordoostpolder deels. Hierdoor zijn er een groot aantal oeververbindingen gecreëerd die de provincie met het 'oude' land verbinden. Hieronder een overzicht:
- Hollandse Brug bij Almere;  en Flevolijn
- Stichtse Brug bij Blaricum;
- Brug Nijkerkersluis bij Nijkerk;
- Aquaduct Veluwemeer/Harderbrug bij Harderwijk;
- Elburgerbrug bij Elburg;
- Drontermeertunnel bij Kampen; Hanzelijn
- Brug Roggebotsluis bij Kampen;
- Ramspolbrug bij Ens;
- Vollenhoverbrug bij Vollenhove ;
- Ketelbrug bij Swifterbant/Nagele;  (verbinding tussen Zuidelijk Flevoland en de Noordoostpolder)
- Houtribdijk;

## Ziekenhuizen
Flevoland had vier ziekenhuizen: een in Almere, een in Lelystad en twee in Emmeloord. Het MC Zuiderzee in Lelystad is op 25 oktober 2018 failliet verklaard. Het Flevoziekenhuis in Almere was volgens de AD Ziekenhuis top 100 in 2010 het best presterende ziekenhuis van Nederland, terwijl het in 2008 nog op de laatste plaats figureerde.